# Preußisch Oldendorf
Preußisch Oldendorf (bas-allemand: Oldenduorp, Aulendöppe) est une ville de Rhénanie-du-Nord-Westphalie (Allemagne), située dans l'arrondissement de Minden-Lübbecke, dans le district de Detmold, dans le Landschaftsverband de Westphalie-Lippe. Avec 13 000 habitants, Preußisch Oldendorf est la plus petite commune de son arrondissement. Le toponyme d’Oldendorf apparaît pour la première fois dans les diplômes au Xe siècle. Cette bourgade fut élevée au rang de ville en 1719. On adjoignit en 1905 au nom de la ville le qualificatif de « prussienne » (Preußisch) pour éviter des confusions dans les adresses postales et les horaires de chemin de fer. Le découpage territorial actuel remonte à la réforme administrative de 1973.

## Personnalités liées à la ville
- Walter Baade (1893-1960), astronome né à Schröttinghausen.
- Karl-Friedrich Höcker (1911-2000), militaire né à Engershausen.
- Martin Lücker (1953-), organiste né à Preußisch Oldendorf.